# Aeroporto Internazionale di Mataveri
L'Aeroporto Internazionale di Mataveri (in spagnolo Aeropuerto Internacional Mataveri) oppure Aeroporto dell'Isola di Pasqua (in spagnolo Aeropuerto de Isla de Pascua) (IATA: IPC, ICAO: SCIP) è un aeroporto situato ad Hanga Roa, sull'Isola di Pasqua.
Definito l'aeroporto più remoto del mondo, si trova a 3 759 chilometri dall'Aeroporto Internazionale Arturo Merino Benítez di Santiago del Cile (SCL), con il quale scambia regolari voli di linea con la compagnia di bandiera cilena LATAM Airlines, e a 4 254 chilometri dall'aeroporto di Papeete. La pista inizia nell'entroterra della costa sud-occidentale dell'isola e quasi raggiunge la costa orientale, separando pressoché completamente la montagna di Rano Kau dal resto dell'isola.

## Storia
I voli programmati dal continente cileno iniziarono nel 1967 con un volo mensile operato da un Douglas DC-6B propliner operato da LAN-Chile (l'odierna LATAM Airlines) il quale impiegava nove ore, utilizzando una pista che era stata allungata e asfaltata per l'uso come base statunitense. Nel 1970 i servizi furono potenziati con voli settimanali non-stop con il Boeing 707-320 verso Santiago del Cile, e l'Aeroporto Internazionale di Faa'a a Papeete, Tahiti. Il servizio non-stop verso Papeete era stato aggiunto precedentemente verso la fine degli anni '60 utilizzando un DC-6B e la frequenza fu successivamente raddoppiata a due volte a settimana, con LAN-Chile che forniva un servizio diretto con il 707 una volta a settimana tra l'Isola di Pasqua e Francoforte, Parigi e Madrid in Europa tramite il suo hub di Santiago. Nel 1975 LAN-Chile estese il suo volo per Tahiti, operato una volta a settimana con un 707, fino all'Aeroporto Internazionale di Nadi, Figi (NAN). Successivamente, LAN-Chile sostituì i suoi voli con il Boeing 707 con il servizio jet Boeing 767-200ER e nel 1993 operava voli di andata e ritorno settimanali sulla rotta Santiago (SCL) – Isola di Pasqua (IPC) – Papeete (PPT). In seguito, la compagnia aerea operò aerei a fusoliera larga Airbus A340 e Boeing 767-300ER nell'aeroporto.
L'unica pista dell'aeroporto è lunga 3 318 metri. L'aeroporto fu una volta designato dagli Stati Uniti come sito di abort per lo Space Shuttle quando erano previsti voli orbitali polari dalla base aerea di Vandenberg, in California, ma questa attività di lancio spaziale fu poi cancellata. Il progetto intrapreso dalla NASA per allungare la pista fu completato nel 1987 e permise l'uso di jet a fusoliera larga nell'aeroporto, il che aumentò ulteriormente il turismo sull'isola.